# باتريك إم. والش
باتريك إم. والش (بالإنجليزية: Patrick M. Walsh)‏ هو ضابط أمريكي، ولد في 13 يناير 1955.